# Tuinwoonwijk
Een tuinwoonwijk is een woonzone of woonverkaveling met bijzondere stijlkenmerken. Wat België betreft, is deze bouwtrend ontstaan in de regio Roeselare.

## Geschiedenis
Deze manier van bouwen werd voor het eerst toegepast vanaf 1919 in het landelijke gedeelte van de Roeselaarse wijk “Krottegem”. Als antwoord op de toenmalige hoge woningnood was dit het begin van een uitdijende verstedelijking van Roeselare. Zo ontstond  “Batavia”, de eerste tuinwoonwijk van België, die ongeveer 200 woningen telt.
Een tuinwoonwijk kan het best omschreven worden als een verzameling gelijksoortige woningen: voornamelijk koppelbouw (twee half alleenstaande woningen met één gemeenschappelijke muur) of rijtjeshuizen bestaande uit meer dan twee aaneengesloten woningen. 
Anders dan in de stad zijn de typische kleine voortuintjes, vaak met een deurpad en/of oprijlaan. Extra troeven zijn de gemeenschappelijke pleinen met eventuele parkeerstroken waar buurtbewoners of familie hun auto kunnen parkeren, en de openbare groenzones waar kinderen uit de wijk kunnen spelen of mensen tot rust kunnen komen op een zitbank. Dikwijls zijn er ook wandel- en fietspaden die enkele wijkdelen met elkaar verbinden of een uitweg bieden naar andere stadsbuurten of de al dan niet aanwezige omliggende landerijen.
In de loop van de twintigste eeuw realiseerde de Vlaamse Sociale Huisvestingsmaatschappij “De Mandel” meerdere tuinwoonwijken in Roeselare en de verschillende randgemeenten. Deze manier van bouwen kreeg overal in Vlaanderen en België veel navolging. Vooral vroeger werden zulke wijken door de hoogste sociale klassen wat neerbuigend ‘de begijnhoven van het proletariaat’ genoemd, met andere woorden groepen van dezelfde kleine huisjes van armoedzaaiers. Tegenwoordig is dit gezichtspunt grotendeels achterhaald en is er gezien de hoge actuele huizenprijzen een grote vraag naar deze zogenaamde moderne sociale woningen.
Een tuinwoonwijk is een vrij compacte en kernachtige woonvorm die zijn tegenhanger kent in de langwerpige lintbebouwing, ook wel lintdorp genoemd.
Naarmate de algemene levensstandaard de voorbije tientallen jaren gevoelig steeg sinds het ontstaan van de traditionele tuinwoonwijken begin vorige eeuw, ontstond een variant van deze bouwstijl die in hoofdzaak huisvesting bood aan de middenklasse en rijken met verkavelingen van chique en unieke alleenstaande huizen in het groen. Deze stadsvlucht zet zich nog steeds door, zij het veel minder uitgesproken dan bij de start. Op vandaag bestaan deze verschillende woonvormen naast elkaar en worden deze verder uitgebouwd.
Dankzij renovatie is er tegenwoordig heel wat belangstelling voor oude hoeven en stadshuizen. Ook worden zowel in de steden als in de gemeenten vele bouwvallige gebouwen door projectontwikkelaars opgekocht om er appartementen van te maken.